# 永山くに子
永山 くに子 （ながやま くにこ）は、日本の看護学者。富山大学名誉教授。専門は母性看護学、助産学、看護管理。

## 来歴
東京大学医学部附属助産婦学校卒業。駒澤大学大学院経済学研究科経済学専攻修士課程修了。同大学大学院経済学研究科経済学専攻博士課程満期退学。経済学修士。看護師、助産師。
1972年、中央鉄道病院助産師。1990年、JR東京総合病院副看護部長兼JR東京総合病院高等看護学園教頭。1996年、山口県立大学看護学部講師。
2000年、富山医科薬科大学医学部看護学科教授。富山大学大学院医学薬学研究部看護学科学科長。富山県母性衛生学会理事、放送大学客員教授など歴任。
2013年、富山大学学長補佐（男女共同参画推進室長）。富山大学名誉教授。2015年、金城大学看護学部長。

## 著書
- 国立国会図書館 を参照

### 論文
- CiNii